# Șumuleu
De Șumuleu  is een zijrivier van de Fitod in het District Harghita in Roemenië. De rivier mondt uit in de Fitod ter hoogte van Miercurea Ciuc.